# Borowsk
Borowsk (russisch Боровск) ist eine Stadt in der Oblast Kaluga (Russland) mit 12.283 Einwohnern (Stand 14. Oktober 2010).

## Geografie
Die Stadt liegt etwa 100 km nördlich der Oblasthauptstadt Kaluga an der Protwa, einem linken Nebenfluss der in die Wolga mündenden Oka.
Borowsk ist Verwaltungszentrum des gleichnamigen Rajons.

## Geschichte

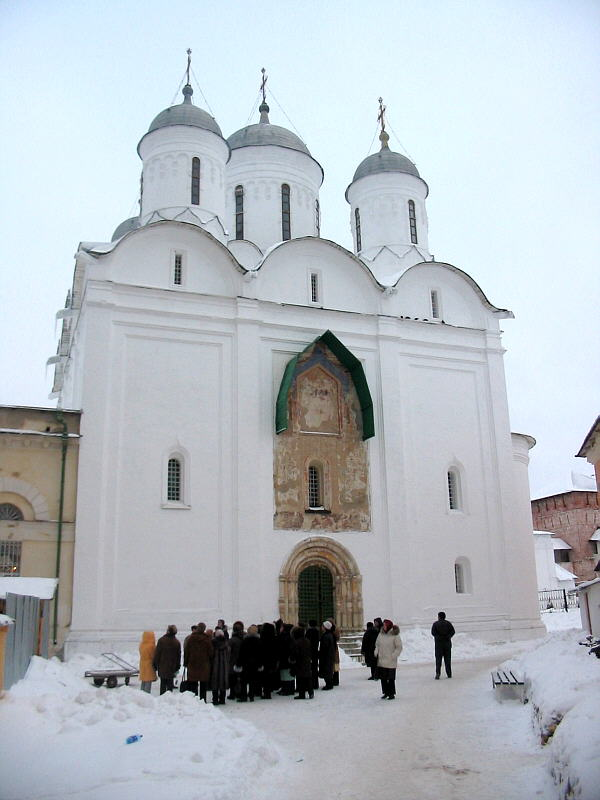
Kathedrale des Pafnuti-Klosters

Der Ort besteht nach Ergebnissen von Ausgrabungen aus dem Jahre 2003 seit dem 13. Jahrhundert. Er wurde erstmals 1358 in einer Urkunde Iwans II. als Stadt Borowesk urkundlich erwähnt. In dieser Zeit wurde er von Lehnsherren des Fürstentums Tschernigow, später vom Fürstentum Rjasan verwaltet. Der Ortsname ist vom russischen Wort bor für Wald, speziell Kiefernwald, abgeleitet.
1382 kam die Stadt zum Großfürstentum Moskau. 1444 entstand in der Nähe ein Kloster, welches in Folge nach dem später heiliggesprochenen Gründer Borowsker Pafnuti-Kloster (Боровский Пафнутьев монастырь/Borowski Pafnutjew monastyr) benannt wurde. Hier schuf gegen Ende des 15. Jahrhunderts der Ikonenmaler Dionysios seine frühesten bekannten Arbeiten.
In der Zeit der Wirren Anfang des 17. Jahrhunderts war die Stadt stark umkämpft. Ab dem Ende des 17. Jahrhunderts entwickelte sich Borowsk zu einem der Zentren der Altorthodoxie. Hier wurden der Erzpriester Awwakum und die Bojarin Feodossija Morosowa eingekerkert.
Während des Vaterländischen Krieges von 1812 wurden Stadt und Kloster von den französischen Truppen geplündert und niedergebrannt. 1857 wurde Borowsk erneut durch einen Brand stark in Mitleidenschaft gezogen.
Im Zweiten Weltkrieg wurde Borowsk am 15. Oktober 1941 von der deutschen Wehrmacht besetzt und am 4. Januar 1942 von der Westfront der Roten Armee während des Gegenangriffs in der Schlacht um Moskau zurückerobert.

### Bevölkerungsentwicklung
| Jahr | Einwohner |
| ---- | --------- |
| 1897 | 8.414     |
| 1926 | 5.800     |
| 1939 | 10.255    |
| 1959 | 10.897    |
| 1970 | 12.297    |
| 1979 | 13.578    |
| 1989 | 13.405    |
| 2002 | 11.917    |
| 2010 | 12.283    |

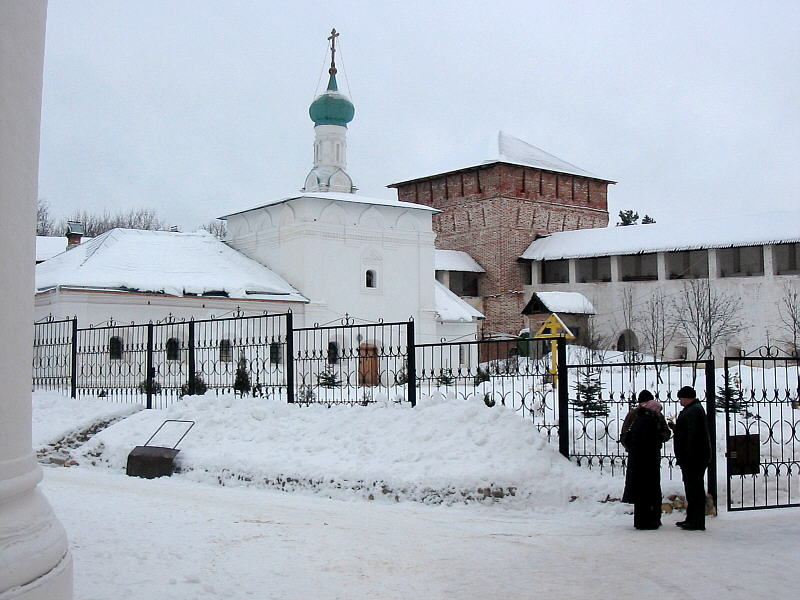
Eliaskirche und Mauer des Pafnuti-Klosters

Anmerkung: Volkszählungsdaten (1926 gerundet)

## Kultur und Sehenswürdigkeiten

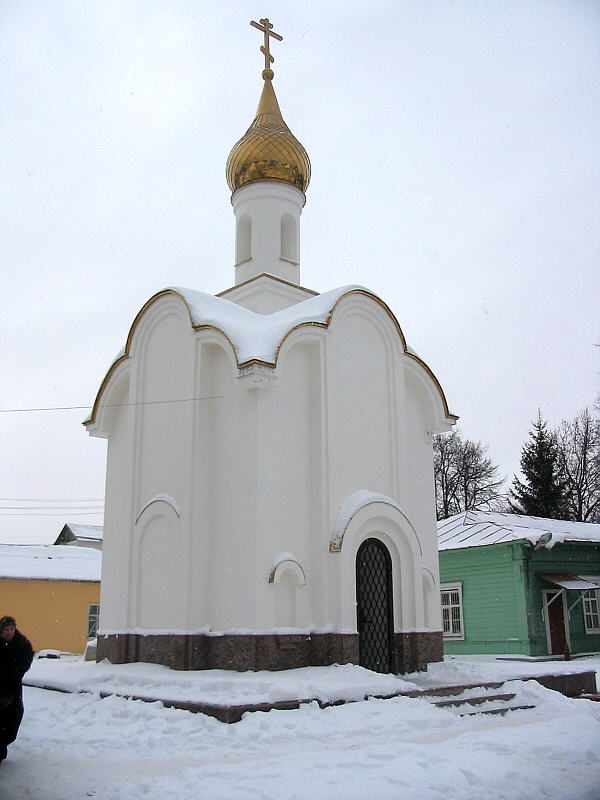
Altorthodoxe Kapelle am Ort der Inhaftierung der Bojarin Morosowa

Am Stadtrand von Borowsk befindet sich das Pafnuti-Kloster, welches nach Zerstörungen im 20. Jahrhundert ab den 1960er Jahren zu einem Geschichts- und Architekturmuseum restauriert wurde und sich seit 1991 wieder im Besitz der Russisch-Orthodoxen Kirche befindet. Hauptkirche ist die Gottesmutter-Geburts-Kathedrale (Рождественский собор/Roschdestwenski sobor), welche ab 1586 unter Verwendung von Material einer gleichnamigen Kirche von 1467, teilweise mit Fresken Dionysios’, errichtet wurde. Daneben stehen im Kloster die kleine Eliaskirche (Ильинская церковь/Iljinskaja zerkow) von 1670 und weitere; auch das Refektorium aus dem 16. Jahrhundert und die Klostermauer mit Wehrtürmen sind erhalten.
In der Stadt selbst steht die Boris-und-Gleb-Kirche (церковь Бориса и Глеба/zerkow Borissa i Gleba) von 1704 mit hohem Glockenturm von 1819. Neu errichtet wurde eine altorthodoxe Gedenkkapelle am vermutlichen Ort von Inhaftierung und Tod der Bojarin Morosowa und der Fürstin Urussowa. Daneben gibt es in der Borowsk und Umgebung weitere, teils noch nicht restaurierte, Kirchen.
In Borowsk befindet sich eine Ziolkowski-Museumswohnung.
Borowsk ist bekannt für etwa 100 Wandgemälde, darunter Anti-Kriegs-Graffiti, und viele Drucke von Wladimir Owtschinnikow  (* 1938) an Hausfassaden, mitunter begleitet von Texten von Elvira Tschastikowa, seiner Frau.

## Wirtschaft und Infrastruktur
In Borowsk gibt es Betriebe der Textil- und holzverarbeitenden Industrie (Streichhölzer, Spielwaren) sowie neuerdings ein Werk für Kleinlastkraftwagen.
Die nächstgelegene Bahnstation befindet sich in der etwa zwölf Kilometer östlich gelegenen Stadt Balabanowo an der 1899 eröffneten Eisenbahnstrecke Moskau–Brjansk–Kiew (Streckenkilometer 96).
Die Fernstraße A108, der Große Moskauer Ring, führt etwa sechs Kilometer nordöstlich von Borowsk vorbei.

## Persönlichkeiten
- Andrei Amalrik (1938–1980), Historiker, Schriftsteller und Dissident; war vor seiner Ausreise aus der Sowjetunion 1976 nach Worsino bei Borowsk verbannt
- Konstantin Chrenow (1894–1984), Metallurg, Schweißpionier und Hochschullehrer
- Nikolai Fjodorow (1829–1903), Philosoph, Pädagoge und religiöser Denker; lebte in den 1850er und 1860er Jahren in Borowsk und unterrichtete an der Semstwoschule
- Nikolai Klykow (1888–1968), General, geboren in Borowsk
- Feodossija Morosowa (1632–1675), Bojarin und Unterstützerin Awwakums; war gemeinsam mit ihrer Schwester, der Fürstin Urussowa, ab 1674 im Borowsker Ostrog inhaftiert, wo beide verhungerten; wird von der Altorthodoxie als Heilige verehrt
- Dmitri Senjawin (1763–1831), Admiral; geboren auf Familienanwesen bei Borowsk
- Pafnuti Tschebyschow (1821–1894), Mathematiker; geboren in Okatowo, Kreis (Ujesd) Borowsk
- Konstantin Ziolkowski (1857–1935), Raumfahrtpionier; lebte von 1880 bis 1892 in Borowsk und arbeitete hier als Lehrer